# Messier 39
Cụm sao phân tán M39 (còn gọi là Messier 39, M39, hay NGC 7092) là một cụm sao mở trong chòm sao Thiên Nga. Charles Messier phát hiện ra nó vào năm 1764. M39 nằm cách Trái Đất 800 năm ánh sáng. Người ta ước lượng cụm sao này có tuổi khoảng 200 đến 300 triệu năm.
Nó có xích kinh 21 giờ, 32,2 phút, và xích vĩ +48 độ 26'.
Cụm sao có cấp sao biểu kiến 5,5

## Bản đồ

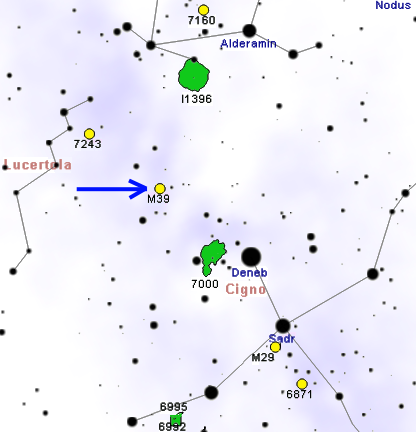
Bản đồ